# Karl Ferdinand Theodor Hepp
Karl Ferdinand Theodor Hepp (auch Carl; * 10. Dezember 1800 in Altona; † 3. März 1851 in Tübingen) war ein deutscher Rechtswissenschaftler und Hochschullehrer.

## Leben
Hepp stammte aus einer Kaufmannsfamilie. Nachdem er zunächst Privatunterricht empfangen hatte, ging er 1812 auf das Altonaer Gymnasium. Dort konnte er seine Begabung nicht voll zum Ausdruck bringen und nicht die notwendige Förderung erhalten. Er wechselte daher 1817 auf eigenen Wunsch zunächst auf das Johanneum, anschließend auf das Akademische Gymnasium in Hamburg. Es folgte ab Ostern 1820 seine Studienzeit an den Universitäten von Heidelberg, Berlin und Göttingen. Am Ende schloss sich noch eine Zeit an seiner Heimatuniversität Kiel an, die er aber aufgrund seiner geringen Begeisterung für diese Hochschule, hauptsächlich zur Vorbereitung auf das Examen nutzte. Das Examen fand schließlich 1824 statt und verlief für ihn wenig glücklich. Er erhielt lediglich eine mittlere Bewertung, wobei der Prüfungsvorsitzende im Nachhinein die Bewertung als ungerecht bezeichnete. Er versuchte 1833 für Hepp eine Professur in Kiel zu erreichen.
Hepp wandte sich in der Folge von seiner Heimat ab und verfasste eine Dissertation. Mit dieser Dissertation wurde er am 26. November 1825 an der Universität Jena in Abwesenheit promoviert. Er trieb seine wissenschaftliche Laufbahn sehr zügig voran und habilitierte bereits wenige Wochen später, am 8. Januar 1826, an der Universität Heidelberg. Dort lehrte er anschließend als Privatdozent. Seine Ernennung zum außerordentlichen Professor scheiterte zweimal an der schlechten finanziellen Situation der Universität.
Hepp nahm 1832 einen Ruf als ordentlicher Professor des Kriminal- und Römischen Rechts an die Universität Bern an. Zugleich wurde er Staatsanwalt in Bern und mit dem sogenannten Berner Reaktionsprozess betraut. Für seine Leistungen um diesen Prozess wurde er von der dortigen Regierung mit einer goldenen Ehrenmedaille ausgezeichnet. Im Nachgang arbeitete er den Prozess umfangreich schriftstellerisch auf.
Hepp wurde am Ende des Jahres 1833 als ordentlicher Professor an die Universität Tübingen berufen. Damit soll ein lange von ihm gehegter Traum in Erfüllung gegangen sein. Neben seiner gutachterlichen Tätigkeit und Forschung fallen in seine Tübinger Zeit zwei Gesetzgebungsverfahren, die er intensiv begleitete. Im Jahr 1839 wurde das Strafgesetzbuch für Württemberg erlassen, für das er auch einen umfangreichen Kommentar verfasste, sowie 1843 die Strafprozessordnung des Königreichs Württemberg. Ab 1845 war er zudem Mitherausgeber des Archivs für Kriminalrecht.
Er verstarb 1851 in Tübingen an einem Rückenmarksleiden.

## Publikationen (Auswahl)
- Versuche über einzelne Lehren der Strafrechtswissenschaft. Mohr, Heidelberg 1827.

- Kritische Darstellung der Strafrechts-Theorien. Mohr, Heidelberg 1829.

- Beiträge zur Lehre vom Hochverrath nach gemeinem und nach Bernischem Strafrechte: in sechs Abhandlungen, Dalp, Bern 1833.
- Actenmäßige Darstellung und Prüfung der Verfolgungen des Berner Obergerichts und der damit zusammenhängenden Cabinets-Justiz. Tübingen 1834.
- Ueber die Gerechtigkeits- und Nutzungs-Theorieen des Auslandes und den Werth der Philosophie des Strafrechts für die Strafgesetzgebungs-Wissenschaft überhaupt. Mohr, Heidelberg 1834.
- Über den gegenwärtigen Stand der Streitfrage über die Zulässigkeit der Todesstrafe, Eifert, Tübingen 1835.
- Das Strafen-System des neuen Entwurfs eines Strafgesetzbuches für das Königreich Württemberg vom Jahr 1835, in Vergleichung mit dem gemeinen Rechte, dem Strafedikte und neueren Legislationen. Mohr, Heidelberg 1836
- Die Theorie von der Zurechnung und von den Milderungsgründen der Strafe nach den neueren Legislationen und dem gemeinen Rechte, Winter, Heidelberg 1836.
- Die Zurechnung auf dem Gebiete des Civilrechts, insbesondere die Lehre von den Unglücksfällen nach den Grundsätzen des römischen und deutschen Rechts und der neueren Legislationen. Osiander, Tübingen 1838.
- Commentar über das neue württembergische Straf-Gesetzbuch, 2 Bände, Osiander, Tübingen 1839–1842.
- Jeremias Bentham's Grundsätze der Criminalpolitik in einem Auszuge und systematischen Zusammenhange. Osiander, Tübingen 1839.
- Anklageschaft, Öffentlichkeit und Mündlichkeit des Strafverfahrens, Osiander, Tübingen 1842.
- Darstellung und Beurtheilung der deutschen Strafrechts-Systeme: ein Beitrag zur Geschichte der Philosophie und der Strafgesetzgebungs-Wissenschaft, Mohr, Heidelberg, 2. überarbeitete und erweiterte Auflage 1843–1845.
  - Band 1: Die Vergeltungs- oder Gerechtigkeitssysteme, 1843.
  - Band 2, 1. Teilband: Die relativen Systeme: die Vertrags- und die Abschreckungstheorieen, 1844.
  - Band 2, 2. Teilband: Die relativen Systeme: die Präventions-, die Besserungs-, die relativen Coalitions- und die Rechtssysteme, 1845.